# Puijila darwini
Puijila darwini és una espècie extinta de pinnipedimorf que visqué durant el període Miocè, fa ente 21 i 24 milions d'anys. Feia aproximadament un metre de llarg i només presentava unes adaptacions físiques mínimes per nedar. La seva forma general era semblant a la d'una llúdria, tot i que més especialitzada. El nom genèric és el mot inuktitut per referir-se a una foca jove; el nom específic és en honor del naturalista anglès Charles Darwin. L'únic espècimen conegut és un esquelet gairebé completament fossilitzat que es conserva al Museu Canadenc de la Natura a Ottawa (Ontario).